# Allen Granberry Thurman
Pour les articles homonymes, voir Thurman.
Allen Granberry Thurman (13 novembre 1813 – 12 décembre 1895) est un juriste et homme politique américain qui fut membre de la Chambre des représentants et sénateur des États-Unis pour l'État de l'Ohio, présidant le Comité judiciaire de 1879 à 1881. Il fit également partie du « ticket » démocrate pour la course à la présidence de 1880 en tant que colistier de Grover Cleveland.

## Distinctions
- Doctorat honoris causa  de l'Université d'État de l'Ohio (Juin 1879)[1]